# Nevenka Koprivšek
Nevenka Koprivšek, slovenska igralka in producentka, * 1. junij 1959, † 14. februar 2021
Leta 1983 je diplomirala iz igre na pariški šoli za gledališče, mim in gib – Ecole Jacques Lecoq. Prva leta je delala kot igralka in pedagoginja. Kasneje je poleg igre pričela delati kot gledališka režiserka, kasneje pa je postala umetniška direktorica Gledališča Glej. Od leta 1997 je bila umetniška direktorica zavoda Bunker, Stare elektrarne in mednarodnega festivala Mladi levi.
Leta 2003 je prejela Župančičevo nagrado, 19. oktobra 2011 pa ji je francoska veleposlanica v Sloveniji, nj. ekscelenca Nicole Michelangeli, v imenu francoskega Ministrstva za kulturo in komunikacije, podelila častni naziv Vitezinja reda umetnosti in leposlovja. Leta 2016 je dobila tudi častniško stopnjo tega reda.